# Egna
Egna (en allemand : Neumarkt) est une commune italienne située dans la province autonome de Bolzano et la région du Trentin-Haut-Adige.

## Géographie

### Situation
Egna se trouve dans le Val d’Adige inférieur (la vallée d'écoulement du fleuve Adige), dans le Haut-Adige. Les communes voisines sont Salorno dans le sud, Montagna à l'est, Caldaro au nord et Termeno, Cortaccia, Magré et Cortina à l'ouest. Les plus grandes villes à proximité sont Bolzano, la capitale de la province de Bolzano, Innsbruck qui se trouve en Autriche, Trente, capitale de la province de Trente et Vérone, qui se situe dans la région Vénétie.
La commune comprend les hameaux de Laghetti (Laag), Mazzon (Mazon), San Floriano et Villa (Vill).

### Communes limitrophes
Les communes limitrophes sont  Caldaro sulla Strada del Vino, Cortaccia sulla Strada del Vino, Cortina sulla Strada del Vino, Magrè sulla Strada del Vino, Montagna sulla Strada del Vino, Salorno sulla Strada del Vino et Termeno sulla Strada del Vino.

## Histoire
Egna a été fondée comme burgum novum Egne en 1198 par l'évêque Konrad de Beseno appelé aussi Konrad de Trente . Grâce à sa position centrale dans la vallée inférieure du Adige (Unterland) et sa proximité du fleuve, Egna jouait un rôle considérable dans le secteur du commerce au Moyen Âge. Ainsi le village devenait important d'un point de vue économique et culturel, comme le témoigne le Ballhaus, lieu où l'on conservait les marchandises transportées sur le fleuve.
Au-dessus du centre-ville se trouve le château Kaldiff (Caldiff) qui a été construit au XIIe siècle. Au cours des années il s'est transformé en ruine.
En 1340, le village a été partiellement détruit à cause d'un incendie. Grâce à des réductions fiscales accordées par le souverain local, Egna a été complètement reconstruite.
Jusqu'à la fin de la Première Guerre mondiale, Egna faisait partie du comté de Tyrol appartenant ainsi au territoire de l'Autriche-Hongrie. À la suite du traité de Saint-Germain-en-Laye en 1919, le village et une grande partie du Tyrol qui se trouvait au sud de la crête principale des Alpes ont rejoint l'Italie. En 1927, le territoire a été divisé en deux provinces de Bolzano et de Trente. Du fait qu'à Egna la plupart des habitants parlait l'italien, elle a été attribuée à la province de Trente. En 1948, en vertu de l'accord De Gasperi-Gruber, le village a été intégré dans la province de Bolzano, où la majorité des personnes parlait et parle encore l'allemand.

### Évolution démographique
Habitants recensés

### Langues
En 2011, la population avait pour langue maternelle l'allemand à 62,70 %, l'italien à 36,89 % et le ladin à 0,42 %.

## Politique et administration
La commune est administrée par un conseil de dix-huit membres élus pour un mandat de cinq ans. Les dernières élections ont eu lieu en septembre 2020.
| Période                                  | Période  | Identité         | Étiquette | Qualité |
| ---------------------------------------- | -------- | ---------------- | --------- | ------- |
| 1952                                     | 1969     | Anton Pernter    |           |         |
| 1969                                     | 1974     | Alois Mock       |           |         |
| 1974                                     | 1995     | Hugo Seeber      |           |         |
| 1995                                     | 2010     | Alfred Vedovelli | SVP       |         |
| 2010                                     | 2020     | Horst Pichler    | SVP       |         |
| 2020                                     | En cours | Karin Jost       | SVP       |         |
| Les données manquantes sont à compléter. |          |                  |           |         |

## Jumelage
Depuis 1968, Egna est jumelée avec la ville allemande de Rheinfelden dans le Bade-Wurtemberg.

## Culture et patrimoines

### Blason
Le blason d'Egna est divisé en deux parties: L'une d'entre elles est rouge, l'autre blanche. Dans la première partie il y a un croissant de lune et dans la deuxième il y a une croix rouge. Le blason est inspiré d'un sceau qui a été donné aux habitants d'Egna au Moyen Âge.

### Églises
- L'église Saint-Nicolas a été construite dans un style roman. Dans la seconde moitié du XVe siècle, le tailleur de pierre et architecte Konrad d'Egna et Peter d'Ursel ont contribué notablement à sa reconstruction. Le patron de l'église était saint Gall qui a été ensuite remplacé par saint Nicolas. Ce dernier est devenu aussi le patron du village entier.
- L'église Notre-Dame se trouve à Villa. Konrad d'Egna et Peter d'Ursel y ont aussi contribué à la construction. Elle fait partie des plus beaux monuments du style gothique tardif au Tyrol.

Le village fait partie de l'association Borghi più belli d'Italia.

### Événements
Une fois par an Egna célèbre le Laubenfest. Il s'agit d'une fête de trois jours célébrée le premier weekend en août.